# Ernest Ženko
Ernest Ženko, slovenski filozof in univerzitetni profesor, * 1968, Postojna.

## Življenje
Ernest Ženko se je rodil v Postojni. Obiskoval je Osnovno šolo Postojna v Postojni in se kasneje šolal na Srednji tehniški in naravoslovni šoli prav tako v Postojni, smer matematika-računalništvo. Študij je nadaljeval na Fakulteti za matematiko in fiziko Univerze v Ljubljani, kjer je študiral fiziko, nato pa vzporedno vpisal še študij filozofije na Oddelku za filozofijo Filozofske fakultete Univerze v Ljubljani. Tam je tudi diplomiral, magistriral in leta 2002 doktoriral. Tudi po zagovoru doktorske disertacije iz filozofije je ohranil zanimanje tako za vprašanja umetnosti in kulture kot tudi za naravoslovno znanost. Med doktorskim študijem se je strokovno izpopolnjeval na univerzi Friedrich-Schiller v Jeni, po zaključenem študiju pa je gostoval na ustanovi Kolleg Friedrich Nietzsche v Weimarju. Med leti 1999 in 2002 je bil mladi raziskovalec in zatem raziskovalec na Filozofskem inštitutu ZRC SAZU. Z ustanovitvijo Fakultete za humanistične študije in nato Univerze na Primorskem pa je svoje delo nadaljeval na novo nastali ustanovi in se leta 2010 z družino preselil v Koper. Od leta 2003 je tako zaposlen na Univerzi na Primorskem. Na Fakulteti za humanistične študije poučuje kot redni profesor za področje filozofije kulture in predava v okviru študijskih programov Oddelka za medijske študije in Oddelka za zgodovino, na Fakulteti za matematiko, naravoslovje in informacijske tehnologije sodeluje v okviru študijskega progama Biopsihologija, na Fakulteti za management pa v okviru programa Politologije. Leta 2005 je bil na Univerzi v Kaifengu na Kitajskem imenovan v naziv »Research Professor«. Leta 2010 je prejel Bartolovo nagrado za visokošolskega učitelja. Od leta 2016 tesno sodeluje s profesorjem Jianjiangom Wangom s Shangai Normal University pri oblikovanju in razvoju biomoderne teorije, ki vpeljuje sodobno interpretacijo družbe na podlagi razumevanja soobstoja predmodernih, modernih in postmodernih estetskih in družbenih oblik. Od 2019 na Fakulteti za humanistične študije Univerze na Primorskem deluje Center za biomoderne študije, katerega vodja je.

## Raziskovalna dejavnost
Teoretska izhodišča, iz katerih izhaja Ženkovo raziskovalno delo, se navezujejo na kontekst filozofske estetike, kritične teorije družbe, teoretske psihoanalize in strukturalizma. Umetnost in znanost sta bili nekoč tisti dve področji, ki sta obljubljali srečo in rešitev vseh težav, a nekje se je zalomilo in do realizacije do danes ni prišlo. Odgovore na vprašanje, kaj se je dejansko zgodilo, skuša najti v razvoju tehnologije, množičnih medijev, propagande in kulture.
Od leta 1995 redno sodeluje na domačih in mednarodnih znanstvenih sestankih s področja filozofije in estetike, kot vabljeni profesor pa je predaval na univerzah doma in v tujini.
Sodeloval je pri številnih raziskovalnih projektih na Univerzi na Primorskem. Od marca 2008 do maja 2011 je kot »senior researcher« sodeloval pri izvedbi projekta iz 6. okvirnega programa EU: »Social Sciences and European Research Capacities.«

## Dela

### Kartiranje tistega, česar ni mogoče kartirati: dihotomije utopianizma
Enega izmed največjih izzivov sodobnega utopianizma predstavlja protislovje med pozitivno usmerjenostjo v prihodnost in njenimi negativnimi reprezentacijami. V nasprotju s prevladujočimi pristopi, ki so usmerjeni k širokim in vseobsegajočim opisom utopije na podlagi nekega koncepta, avtor pričujočega prispevka zagovarja prepričanje, da obstaja ustreznejši način dojemanja utopije in utopianizma, ki napreduje prek vrste dihotomij, nasprotij ali celo paradoksov. Od zgodnjih utopičnih strategij, katerim lahko sledimo več tisočletij v preteklost, do primerov iz dvajsetega in enaindvajsetega stoletja, je utopija vedno izražala nasprotujoče si težnje, ki zahtevajo temeljitejšo obravnavo. Lahko si je namreč zamisliti, da v tej kontradiktorni naravi utopije leži ne samo ključ do razumevanja preteklosti in sedanjosti, temveč tudi prihodnosti. V tem kontekstu se kot najpomembnejša kaže razlika med »resnično« utopijo in »lažno« utopijo. Kljub temu, da se je v dvajsetem stoletju utopično upanje sprevrnilo v distopični strah, pot k drugačni in po možnosti boljši prihodnosti ponuja le »resnična«, ikonoklastična utopija, ki ohranja pri življenju bržkone najpomembnejši vidik človeške eksistence: upanje.

### Modernistični umetnik in njegov prostor
Vsako obdobje v zgodovini kulture je razvilo tudi svoje pojmovanje prostora. Če pustimo ob strani geometrijo, ki je sredstvo za neposreden »prikaz« prostora, predstavlja enega izmed najbolj pomembnih načinov razlage prostora njegova artikulacija. Na tej podlagi lahko trdimo, da je za razliko od »dejanskega« prostora, artikulirani prostor dejanskost našega čutnega izkustva; dejanskost, ki jo lahko dojamemo na podlagi njenih lastnih zakonitosti.
V luči teh predpostavk je mogoče evolucijo in razvoj modern(ističn)e umetnosti prepoznati v izrazih artikuliranega prostora. Še več, vsak modernistični umetnik je mukoma iskal svoj lastno vizijo prostorske artikulacije.

### Odnos med filmom in literaturo, medijski obrat
Tradicionalni pogled na odnos med literaturo in filmom predpostavlja prednost zavesti pred materialnostjo medija ter interpretira njuno različnost kot zunanjo. V kontekstu medijskega obrata se soočamo z zastavitvijo, v kateri je specifično obliko zavesti mogoče razumeti šele na podlagi tehnološkega medija, uporabljenega v procesu ustvarjanja.

### Prostor za fotografijo
Avtor v besedilu obravnava odnos, ki ga interpretacije fotografskega medija vzpostavljajo do pojma prostora – torej prostor, ki se skriva v ozadju tega, kar pojmujemo kot fotografijo. Izhaja iz predpostavke, da je fotografija vsaj na prvi pogled medij, v katerem igra prostor osrednjo vlogo, obenem pa naletimo na zgolj redke primere tematiziranja prostora v fotografiji. Še bolj nenavadno, morda celo paradoksno je, da veliko pogosteje v kontekstu fotografije naletimo na pojem časa. Avtor pokaže, da pojem prostora v fotografiji nastopa na različnih ravneh in na različne načine, od prostorskih tehnologij, kot sta camera obscura in linearna perspektiva, ki sta najbliže temu, kar bi lahko povezali z bistvom fotografskega medija, prek prostorskih razmerij in odnosov, ki se vzpostavljajo v fotografskih praksah, do socialnih in institucionalnih prostorov, v katerih se tvorijo pomeni posamičnih fotografij. V vseh teh primerih pojem prostora odslikava problematiko fotografije, saj pri analizi več izvemo o samih pristopih k fotografiji kot o prostoru samem.

### Monografije
- Valentine, Mark; Žalik Huzjan, Milojka; Littera picta) (2000). Prostor in umetnost : prostor med filozofijo, likovno umetnostjo in znanostjo - Leonardo da Vinci, László Moholy-Nagy in Andy Warhol. Ljubljana: Založba ZRC. ISBN 961-6358-16-2. OCLC 443536170.
- Littera picta), Ernest (2003). Totaliteta in umetnost : Lyotard, Jameson in Welsch. Ljubljana: Založba ZRC, ZRC SAZU. ISBN 961-6500-09-0. OCLC 446661101.

### Znanstveni članki
- Ernest, Ženko (1996). Med lepoto in naravo. Anthropos : časopis za psihologijo in filozofijo ter za sodelovanje humanističnih ved. COBISS 17105757. ISSN 0587-5161. OCLC 441069034.
- Ernest, Ženko (1998). O vplivu relativnostne teorije na kubistično slikarstvo. Anthropos : časopis za psihologijo in filozofijo ter za sodelovanje humanističnih ved. COBISS 79449600. ISSN 0587-5161. OCLC 444644715.
- Ernest, Ženko (1999). Antologija težnosti. Maska. COBISS 103074560. ISSN 1318-0509. OCLC 442709835.
- Ernest, Ženko (1999). Modern artist and his space: László Moholy-Nagy. Filozofski vestnik. COBISS 12101677. ISSN 0353-4510. OCLC 440875345.
- Ernest, Ženko (2008). Modernost in postmodernost v luči vrnitve potlačenega. Annales, Series historia et sociologia. COBISS 1440211. ISSN 1408-5348. OCLC 456485069.
- Ženko, Mirko (2012). Akademski jeziki v času globalizacije. Univerza na Primorskem, Znanstveno-raziskovalno središče, Univerzitetna založba Annales. COBISS 512910976. ISBN 978-961-6862-28-8. OCLC 840024220.
- Ernest, Ženko (2014). Ingmar Bergman's Persona as a modernist example of media determinism. Ljubljana: Filozofski inštitut ZRC SAZU. COBISS 37935661. ISSN 0353-4510. OCLC 905164157.
- Ernest, Ženko (2017). Mapping the Unmappable : Dichotomies of Utopianism. Ljubljana: Filozofski inštitut ZRC SAZU. COBISS 37935661. ISSN 0353-4510. OCLC 1016113721.